# 14699 Klarasmi
14699 Klarasmi eller 2000 AV239 är en asteroid i huvudbältet som upptäcktes den 6 januari 2000 av LONEOS vid Anderson Mesa Station. Den är uppkallad efter Klara Evgenyevna Smirnova.
Asteroiden har en diameter på ungefär 16 kilometer.